# Маракса 2-я
Маракса 2-я — исчезнувшая деревня в Колпашевском районе Томской области. На момент упразднения входила в состав Новоселовского сельсовета. Упразднена в 1982 году.

## География
Деревня располагалась на левобережье реки Кеть, в 1,5 км (по прямой) к востоку от деревни Маракса.

## История
Деревня возникла в начале 1930-х годов, когда бассейн Кети стал местом расселения спецпоселенцев из числа кулаков. По данным на 1938 год спецпосёлок Второй Мароксинский подчинялся Новосёловской поселковой комендатуре. В посёлке проживала 27 семьи спецпоселенцев.
В 1960-е годы деревня попала в разряд не перспективных и по планам должна была быть сселена к 1975 году.
Решением Томского облисполкома от 07 сентября 1982 года № 205 деревня Маракса 2-я исключена из учётных данных.

## Население
| 1939 | 1952 | 1959 | 1970 | 1979 |
| ---- | ---- | ---- | ---- | ---- |
| 190  | ↘117 | ↘110 | ↘67  | ↘30  |

В 1938 году в поселке проживало 117 человек спецпоселенцев, в том числе 26 мужчин, 38 женщины и 53 детей до 16 лет.